# Jean Krans
Johannes Godefridus Hubertus Wijnandus (Jean) Krans (Roermond, 1 juni 1851 - Assen, 16 november 1932) was een Nederlands kunstschilder, bouwkundige en fotograaf. Hij was bovendien vele jaren tekenleraar in Assen.

## Levensloop
Krans werd geboren als zoon van Andreas Krans en Maria Timmermans.  De jonge Johannes was voorbestemd om priester te worden, maar zijn vrijdenkersgeest verzette zich tegen de starheid van het katholicisme. Hij was voor de afschaffing van de biecht en vond, dat priesters het recht moesten hebben om te trouwen. Als vrijmetselaar - hij was Ridder del Sole van de loge Liberta Constanza in Mantua en bovendien Commissario Secreto van de Italiaanse koning Victor Emanuel- heeft hij zijn leven lang deze stellingen in felle polemieken met geestelijken verdedigd. Als jongeman liep hij van huis weg en nam dienst in het Frans Vreemdelingenlegioen. In 1870 vocht hij in de Frans-Duitse Oorlog in de rang van kapitein tegen de Duitsers, raakte gewond en werd gevangengenomen. De rest van zijn leven bleef Johannes sterk Frans georiënteerd. Hij noemde zich voortaan Jean en droeg dagelijks het insigne van de franc-tireurs, een gouden doodskopje, als dasspeld onder zijn kin.

### Schilderkunst
Na de Frans-Duitse Oorlog bezocht Jean Krans de kunstacademie in Parijs en daarna de Technische Hogeschool in Delft, waar hij als bouwkundig ingenieur onder Gugel afstudeerde. Na een tweejarig verblijf in Rotterdam werd hij in 1885 benoemd als tekenleraar in het lager onderwijs te Sappemeer. In 1889 vertrok hij naar Assen, waar hij een aanstelling kreeg aan de Rijks Hogere Burgerschool. Als kunstschilder was hij bekend vanwege zijn portretten, waarvoor hij veel opdrachten kreeg. Hij had omgang met Toorop, Tetar van Elven, W.B. Tholen en Elchanon Verveer en hun kring. Als bouwkundig ingenieur restaureerde hij verschillende kerken, maar zijn grote passie was het kunstonderwijs. Veertig jaar lang was hij tekenleraar aan de RHBS, waar hij veel tentoonstellingen heeft georganiseerd om de ontwikkeling van zijn leerlingen te laten zien. Daarnaast gaf hij les aan de burgeravondschool, was hij directeur van de Gemeentelijke Teekenschool en docent aan het instituut Rozenburg. Voorts doceerde hij aan de opleiding voor opzichter in het bouwvak, polderwerken en rijkswaterstaat en leidde hij op voor de examens MO Handrechtlijnig tekenen en boetseren. Voor leerlingen, die een van beide Technicums in Bingen a/d Rhein of te Kieffhausen wilden bezoeken, werd het onderwijs in het Duits gegeven en voor hen die later in een fabriek in België hun toekomst wilden zoeken, vond onderricht in het Frans plaats. Aan veel toekomstige kunstenaars heeft Jean Krans grondleggende privėlessen gegeven, onder anderen aan zijn zoon Louis Krans, Hein Kray, Reinhart Dozy en Louis Albert Roessingh.

### Fotografie
Vanaf het begin van de 20e eeuw heeft Krans veel portretfoto's gemaakt en opnamen van het Drentse landschap. Hem interesseerde vooral hoe hij door middel van experimenten met belichtingstijden, ontwikkelaar en papiersoorten tot een optimaal resultaat kon komen. In het Drents Museum bevindt zich een collectie glasfoto's en een aantal schilderijen.

### Persoonlijk leven
Hij trouwde op 3 september 1872 te Roermond met Elisabeth Beekman, met wie hij 7 kinderen kreeg. Vanaf 3 mei 1889 ging het gezin wonen in het huis Vredeveld te Assen, dat in 1966 is gesloopt. In de stad Assen was Jean Krans een opvallende verschijning. Hij was gekleed in een fluwelen kuitbroek en buis, schoenen met zilveren gespen en hoge hakken vanwege zijn kleine gestalte, en een enorme flaphoed, waarvan één kant steeds omhoog stond. In zijn vrije tijd was hij dirigent van het kamermuziekgezelschap Smanks, dat uit Asser notabelen bestond.